# Route nationale 367
Die Route nationale 367, kurz N 367 oder RN 367, war eine französische Nationalstraße.
Die Straße führte in den Jahren 1933 bis 1973 von Château-Thierry nach Le Hérie-la-Viéville. Bis auf ein kurzes Teilstück im Département Marne verläuft die Straße vollständig im Département Aisne.
Die Gesamtlänge der Nationalstraße betrug 104 Kilometer.
Im Jahr 1973 erfolgte die Abstufung zur Département-Straße D967.